# Воля и власть
«Воля и власть» — исторический роман русского писателя Дмитрия Балашова, впервые изданный в 2000 году, последний завершённый роман из цикла «Государи Московские». Рассказывает о правлении великого князя Василия Дмитриевича.

## Сюжет и оценки
Действие романа происходит в 1400—1425 годах, в эпоху правления великого князя Василия Дмитриевича. Это время дальнейшего усиления Москвы как лидера Северо-Восточной Руси. В книге действуют как реальные исторические персонажи, так и вымышленные лица — в частности, представители семьи Фёдоровых.
Рецензенты отмечают, что в «Воле и власти» (изданы в 2000 году), как и в других своих поздних книгах, Балашов всё чаще прибегает к публицистическим отступлениям, открыто соотносит описываемые им события с современностью, оценивает их с православной точки зрения. Он симпатизирует Золотой орде и настроен резко против католического Запада, критикует государственный строй Новгородской республики.